# Linia kolejowa nr 356

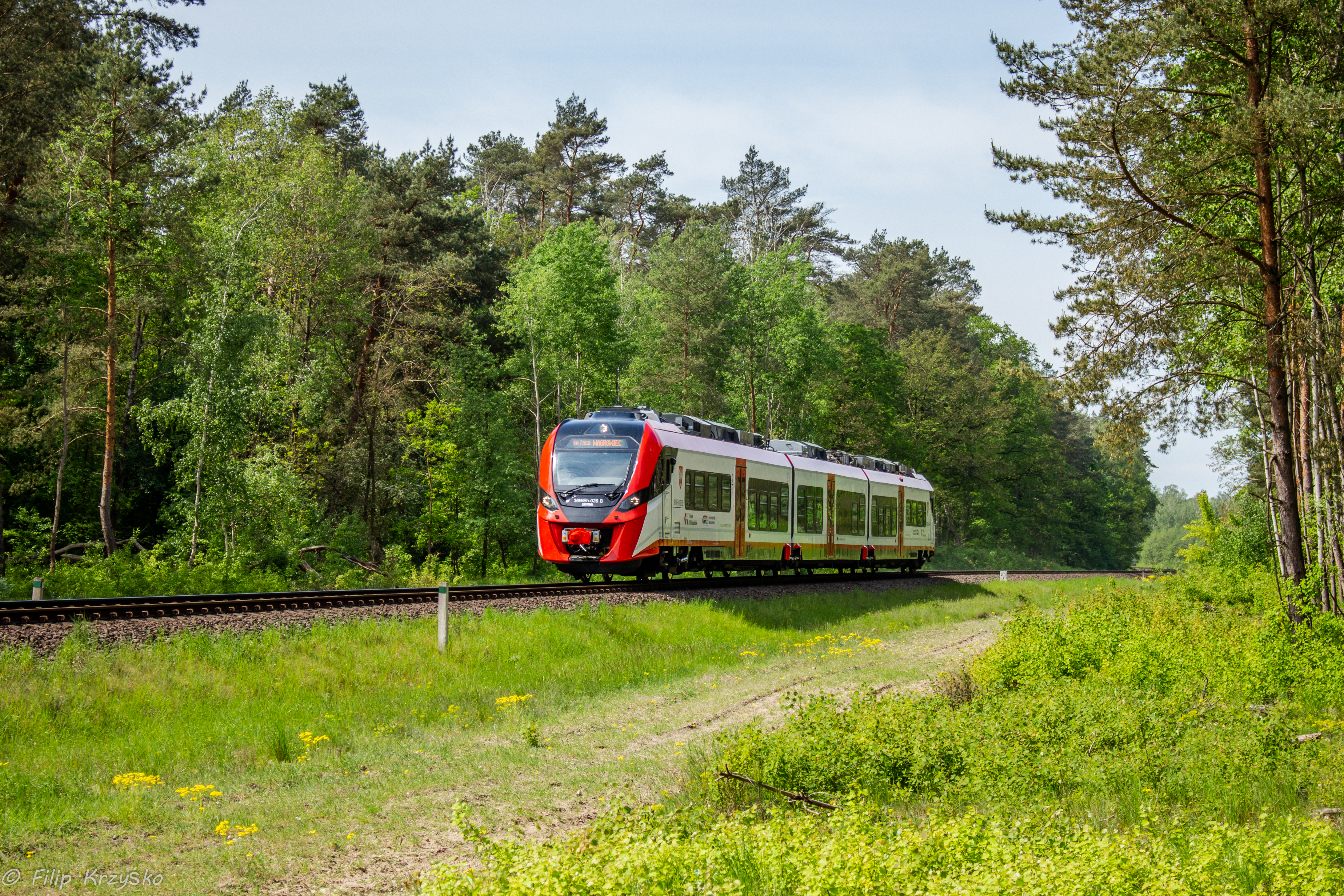
Dwutrakcyjny zespół trakcyjny 36WEh-026 z pociągiem KW 77610 do Wągrowca

Linia kolejowa nr 356 – jednotorowa, w większości niezelektryfikowana, drugorzędna linia kolejowa w centralnej Polsce łącząca stacje Poznań Wschód oraz Bydgoszcz Główna.
Linią kursują pociągi relacji Poznań Główny – Wągrowiec i Poznań Główny – Gołańcz. Odcinek linii między Gołańczą a Szubinem, który został zamknięty dla ruchu w maju 2004, pozostaje nieczynny.

## Historia
W latach 2011–2013 przeprowadzona została modernizacja linii na odcinku Poznań Wschód – Wągrowiec (52 km), która była sfinansowana w 50 procentach z funduszy Unii Europejskiej w ramach Wielkopolskiego Regionalnego Programu Operacyjnego na lata 2007–2013. Przeprowadzona modernizacja miała na celu poprawę warunków podróżowania, jak również zwiększenie do 120 km/h dopuszczalnej prędkości. Przed modernizacją obsługujące linię szynobusy poruszały się na tym odcinku z prędkością do 60 km/h, a miejscami nawet do 40 km/h. Następstwem zwiększenia prędkości przejazdu było skrócenie czasu podróży na odcinku Poznań – Wągrowiec. Powstały także dwa nowe przystanki (Czerwonak Osiedle i Zielone Wzgórza), a te już istniejące zostały gruntownie wyremontowane. Zwiększeniu uległa także liczba podróżujących – przed remontem linią podróżowało 2,2 tysiąca osób dziennie, po modernizacji liczba ta wyniosła 3,6 tysiąca podróżujących. Lokalne Centrum Sterowania zostało ulokowane w Wągrowcu. 22 listopada 2024 roku podpisano list intencyjny dotyczący przyszłej elektryfikacji linii 356 na odcinku Poznań Wschód – Wągrowiec.